# حاجي سياب كندي (قشلاق الجنوبي)
حاجي سیاب کندي (بالفارسية: حاجی سیاب کندی) هي مستوطنة تقع في إيران في قسم قشلاق الجنوبي الريفي. يقدر عدد سكانها بـ 24 نسمة .